# Плауман, Анна-Луиз
А́нна-Луи́з Пла́уман (англ. Anna-Louise Plowman; 9 мая 1972, Нейпир, Новая Зеландия) — новозеландская актриса.

## Биография
В 1982—1989 годах Анна-Луиз Плауман училась в Samuel Marsden Collegiate School (англ.), которую покинула после 7-го класса. Плауман окончила Лондонскую академию музыкального и драматического искусства и Lecoq School в Париже (Франция).

## Карьера
Анна-Луиз дебютировала в кино в 1995 году, сыграв роль Беверли в эпизоде «Волнующий момент» телесериала «Вера в будущее». Всего Плауман сыграла в 21 фильме и телесериале. Несмотря на то, что актриса из Новой Зеландии, она также работала в Великобритании, Японии, Гонконге, Ирландии, Австралии и Франции.

## Личная жизнь
С 15 сентября 2001 года Анна-Луиз замужем за актёром Тоби Стивенсом (род.1969). У супругов есть трое детей, сын и две дочери — Элайджа Алистер Стивенс (род.21.05.2007), Таллула Стивенс (род. в мае 2009) и Кура Стивенс (род. в сентябре 2010).